# Олд-Лайм

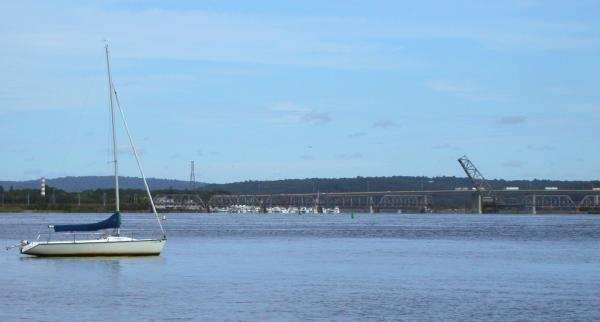
Вид на реку Коннектикут

Олд-Лайм (англ. Old Lyme) — город, расположенный в округе Нью-Лондон (штат Коннектикут, США). Назван в честь английского города Лайм-Риджис.
Общая численность населения составила 7603 человека по переписи 2010 года.

## География
Согласно Бюро переписи населения США, город имеет площадь 28,8 квадратных миль (75 км²), из которых 23,1 квадратных мили (60 км²) — это земля и 5,7 квадратных миль (15 км²) — водная поверхность, составляющая 19,85 % от общей площади. Обладает относительно мягким влажным субтропическим климатом. Долгое время город был популярным летним курортом и колонией художников.

## История
В городе находится штаб квартира компании Sennheiser, предприятие Callaway Cars, Лайм-академия-колледж изобразительных искусств и Музей Флоренс Грисуолд.
В 1899 году американский художник Генри Рейнджер образовал здесь известную художественную колонию, где жили и работали импрессионисты.
В 1975 году у жителей Олд-Лайма впервые в мировой медицинской практике был диагностирован клещевой боррелиоз, известный также под названием «болезнь Лайма».